# Zenon Wiłun
Zenon Wilun (ur. 1908 w Wielkich Łukach, zm. 10 października 1989 w Wesołej) – polski geolog i geotechnik, profesor zwyczajny Politechniki Warszawskiej. 

## Życiorys
Syn Justyna Wiłuna, kolejarza. Ukończył gimnazjum humanistyczne w Święcianach, w 1928 zdał maturę i rozpoczął studia na Wydziale Inżynierii Lądowej Politechniki Warszawskiej. W 1935 przerwał studia i odbył obowiązkową służbę wojskową w Szkole Podchorążych Rezerwy Saperów w Modlinie, skąd zwolniono go przedterminowo w 1936 ze względu na problemy zdrowotne. W 1937 ukończył studia uzyskując stopień inżyniera dróg i mostów i rozpoczął pracę na wydziale drogowym Towarzystwa Przemysłu Metalowego Konstanty Rudzki i S-ka. Dzięki wstawiennictwu prof. Melchiora Nestorowicza i prof. Wacława Żenczykowskiego odbył staż w Drogowym Instytucie Badawczym. Wybuch wojny zastał Zenona Wiłuna u rodziców na Wileńszczyźnie, po zajęciu tych terenów przez Niemców został zatrudniony w Zarządzie Dróg Litewskich w Wilnie, a następnie w Kownie. Następnie został przymusowo skierowany do pracy w Magdeburgwerde, a później w Poczdamie. Urlopowany zbiegł i ukrył się pod Grójcem w gospodarstwie teściów, gdzie pracował na roli. Po zakończeniu wojny w czerwcu 1945 zamieszkał w Warszawie i zaangażował się w organizację Instytutu Badań Budowlanych, W 1947 ukazała się jego książka Gruntoznawstwo drogowe, która była pierwszym w języku polskim podręcznikiem laboratorium w zakresie mechaniki gruntów. Od 1950 Zenon Wiłun wykładał mechanikę gruntów na Wydziale Komunikacji Politechniki Warszawskiej, został również cenionym ekspertem w zakresie geotechniki. Wydał ponad tysiąc ekspertyz naukowych dotyczących gruntów pod fundamentami budowanego Pałacu Kultury i Nauki w Warszawie, zapór wodnych w Dębem i Koronowie. Badał przyczyny i metodologię zabezpieczania zsuwów podczas budowy warszawskiej Trasy W-Z i skarp w Sandomierzu, a także zmian obciążenia gruntu pod mostem kolejowym przy Cytadeli. Część ekspertyz dotyczyła przygotowań pod budowę obiektów przemysłowych w Czechosłowacji, Grecji, Indonezji, Iraku, Iranie, Maroku, Turcji, na Węgrzech i w ZSRR. W 1962 został mianowany profesorem nadzwyczajnym, a w 1971 profesorem nadzwyczajnym. W 1975 otrzymał tytuł doktora honoris causa Politechniki Wrocławskiej.
Zmarł w 1989, został pochowany na Cmentarzu parafii Opatrzności Bożej w Warszawie-Wesołej.

## Upamiętnienie
15 listopada 2010 roku na Wydziale Inżynierii Lądowej Politechniki Warszawskiej została odsłonięta tablica poświęcona profesorowi.

## Odznaczenia
- Medal 10-lecia Polski Ludowej (1955)[5]
- Złoty Krzyż Zasługi (1954)[6]
- Srebrny Krzyż Zasługi (1949)[7]